# ويليام بارتون
ويليام بارتون (1858 في المملكة المتحدة - 1942 بكرايستشرش في نيوزيلندا) (بالإنجليزية: William Barton)‏ هو لاعب كريكت نيوزلندي. لعب مع فريق أوكلاند للكريكت ‏.

## وصلات خارجية
- ويليام بارتون على موقع إي آس بي آن كريك إنفو (الإنجليزية)